# Blata (Nýrsko)
Blata (německy Hoslau) jsou malá vesnice, část města Nýrsko v okrese Klatovy v Plzeňském kraji. Nachází se asi čtyři kilometry východně od Nýrska. Je zde evidováno 14 adres. V roce 2011 zde trvale žilo osmnáct obyvatel.
Blata jsou také název katastrálního území o rozloze 1,7 km².

## Historie
První písemná zmínka o vesnici pochází z roku 1379.

## Obyvatelstvo
| Rok            | 1869 | 1880 | 1890 | 1900 | 1910 | 1921 | 1930 | 1950 | 1961 | 1970 | 1980 | 1991 | 2001 | 2011 | 2021 |
| -------------- | ---- | ---- | ---- | ---- | ---- | ---- | ---- | ---- | ---- | ---- | ---- | ---- | ---- | ---- | ---- |
| Počet obyvatel | 109  | 117  | 98   | 93   | 97   | 100  | 92   | 47   | 48   | 36   | 20   | 10   | 12   | 18   | 15   |
| Počet domů     | 17   | 17   | 19   | 19   | 18   | 18   | 18   | 15   | 15   | 8    | 7    | 9    | 13   | 15   | 15   |

## Obecní správa
Při sčítání lidu v letech 1850–1929 Blata byla osadou obce Hodousice v okrese Klatovy. V letech 1930–1960 byla samostatnou obcí v okrese Klatovy. V letech 1961–1975 byla znovu částí obce Hodousice v okrese Klatovy. Od 1. července 1975 jsou částí města Nýrsko v okrese Klatovy.